# Китайски дракон
Китайският дракон е легендарно същество в китайската митология и фолклор. Драконът е едно от най-старите и многозначните същества-символи в китайската култура. Той преплита в себе си различни митологични представи и в облика си обединява много напълно различни същества. За разлика от западната култура, в източната той не се смята за зло същество. Той вдъхва страхопочитание и всъщност е добро създание, което носи късмет и богатство. Драконът е символ на мъжката сътворяваща природа Ян, а също така се превръща в символ на властта и бива поставян върху облеклото на императорското семейство и благородниците. Той става символ на императора (天帝 tiāndì – Сина на Небето) от епохата на династия Хан (206 пр. Хр.–220 сл. Хр.).
Драконът е едно от петте животни, свързани с посоките на света (в западните вярвания, посоките на света са четири, но според китайската култура съществува петчленно деление на света – четирите познати и на нас посоки плюс центъра), като Синьозеленият дракон е поставен на изток – посоката на изгряващото слънце, на пролетта и дъждовете, а Жълтият дракон е свързан с центъра – това е полюсът на света, средището на човечността и цивилизацията, мястото на владетеля.
Някои от характеристиките на драконите в западната и китайската митология съвпадат – имат големи размери, покрити са с люспи, имат по четири крака и рога и могат да летят, но за разлика от западния дракон, китайският е едноглав и често е изобразяван със змиеподобно, покрито с люспи тяло, но с крака и хищни нокти; с рога, приличащи на еленови, и с уши, подобни на волските.
Спорно е от кое животно е произлязъл той – някои твърдят, че това е крокодилът, други – змията, а трети вярват, че през един дъждовен ден се е появил от светкавица. Според древните схващания драконът е цар на всички люспести създания: риби, влечуги, земноводни и други подобни. Ако поиска, може да стане невидим. Половин година живее във водата, а през пролетта (на втория ден от втория месец на китайския календар) се издига в небето, като така предизвиква първия дъжд.
Разграничават се
четири категории дракони:
1. Небесни дракони (на китайски: 天龙 tiān lóng), които символизират обновяващата мощ на небесата.
2. Дракони-божества (神龙 shénlóng), които предизвикват дъждовете.
3. Земни дракони (地龙 dìlóng), които властват над изворите и реките
4. Дракони-пазители на съкровища (伏藏龙 fúzànglóng), наричани още Морски дракони.

Драконовият образ, както вече стана ясно, е много популярен сред местното население и съществува в много и различни легенди и митове. Ето и няколко от тях:
В народната традиция ролята на морските дракони е голяма. Те обитават разкошни подводни дворци, пълни с най-различни прекрасни скъпоценности. Малцина са тези, които са успели да се озоват там, и понякога се случвало, Драконът да даде една от дъщерите си за жена на някои от тях.
Според друг от митовете, на земята нямало реки и езера, съществувало само Източно море, в което живеели четири дракона: Драконът Лун, Жълтият дракон, Черният дракон и Перленият дракон. На земята настъпила голяма суша и хората нямало с какво да се препитават. Четирите дракона, като видели това, съжалили хората и решили да поговорят с Нефритения владетел, който бил господар на небето, земята и моретата. Той обаче не удържал на обещанието си да прати дъжд и драконите решили да помогнат на хората като погълнат вода от морето и я разпръснат като дъжд с устите си. Тогава Нефритеният владетел се разгневил и заточил драконите на четири високи планини. Но и тогава те не съжалили за постъпката си и се превърнали в четирите големи реки в Китай – р. Яндзъ; р. Хуанхъ (Жълтата река); р. Хъйлундзян (р. Черният дракон) и река Джудзян (Перлената река).
По време на династия Западна Хан (206 г. пр. Хр.–23 г.), император Лиу Бан разказвал, че майка му го е родила, след като насън се венчала с дракон, и той самият е син на дракон. Народът говорел, че когато Лиу Бан си пийнел повече, главата му приемала форма на дракон.
По времето на династията източна Хан (25 – 220 г.), се появяват други две митични същества: Ню Уа – първата жена, която имала човешка глава и тяло на змия; и Фу Си – първият мъж, който също имал човешка глава, но тяло на дракон. Именно те двамата създали първите човешки същества на земята, а легендата за тях била запазена на каменна плоча от времето на династията, където било издълбано сливането на телата на Ню Уа и Фу Си.
При царуването на император Ан (379 – 419 г.) едно момиче срещнало старец и го помолила за подслон, тъй като се задавала буря. На сутринта се оказало, че тя е бременна и родителите ѝ я изгонили от дома си. След време родила буца плът, която изхвърлила във водата. Буцата се превърнала в бял дракон, който се приближил към нея, но тя припаднала. Извила се страшна буря, драконът отлетял и я оставил, а тя така и не се съвзела от припадъка. Местните хора я погребали и гробът ѝ се превърнал в известния храм на „Майката на Белия дракон“.
В митологията дракони теглят колесниците на различни божества, например на Слънцето, на Сиуанму и др. Дракон придружава и Пангу, легендарният архитект на вселената, изобразяван като джудже, облечено в меча кожа, който държи чук и длето, с които създава вселената, заобиколен от Четирите създания: Костенурка, Феникс, Дракон и Еднорог.
Днес, драконът продължава да живее в сърцата на китайците и символиката на неговия образ не се е откъснала от ежедневието им. Въпреки че това мистично създание съществува само в древнокитайската митология, то участва и в много от празниците им:
Празникът на двойната петица (този празник е в памет на самоубилия се през 278 г. пр. Хр. поет Цю Юен), е повод за прогонване на
всички причинители на лоши въздействия, с помощта на всевъзможни заклинания, талисмани и амулети. Този празник е съпроводен с шествие на кораби-дракони по езерата и реките, по чиито брегове се събират огромни тълпи. Чества се на петия ден от петия месец.
На осемнадесетия ден на втория месец е Денят на състезанията с кораби-дракони, наемани от гилдиите, които честват на този ден своите божествени господарки. По улиците из села и градове се развихрят музиканти, дават се угощения и гуляи.
Съществуват и много други празници, посветени на дракона, с по-специална символика като например „Драконът надига глава“, отбелязващ края на зимата, празнуван във втория месец на годината по лунния календар. Наричат го още „Празник на пролетния дракон“. Легендата разказва, че след едногодишна суша драконът, обитаващ Небесната река, тайно изпратил на хората дъжд. Затова Нефритовият владетел го затиснал с една планина и казал, че може отново да се върне на небето, ако дочака златен боб да покълне. В резултат хората взели царевични зрънца и започнали да ги пукат в гореща мазнина. Така „златният боб“ покълнал и драконът бил освободен и се завърнал на небето. На този ден в някои
области в провинция Шаанси всяко семейство прави пуканки и в същото време припява: „На втория ден от втория месец драконът повдига глава; нека големият хамбар да е препълнен, а малкият да прелива“. Така се изказва пожелание за благоприятно време и богата реколта. На много други места през този ден соевите кълнове и т. нар. „драконови мустаци“ са се превърнали в традиция.
Днес много сгради в Китай имат по покривите си скулптури, изобразяващи драконови глави. В двореца Гугун драконът присъства под формата на
релефи по таваните, колоните, вратите, прозорците и каменните стълбища, а само в залата за церемонии релефите и рисунките на дракони наброяват повече от 10 000. Колко обаче е точният брой на драконите в Забранения град никой не може да каже със сигурност.
Стената на деветте дракона в парка Бейхай е друга забележителност, която рядко се пропуска от туристите в Пекин. Тя е с дължина
21 метра, широчина – 2 м., височина – 15 метра и е била построена през 1756 г. Въпреки изминалите години обаче, цветовете на керамичните плочки, от които
е направена, не са избледнели въобще. Освен деветте големи дракона, на стената от край до край се виждат и други по-малки дракони – общо 635 на брой.
Драконът в китайската култура, както вече стана ясно, не
символизира силата на мрака и не е демоничен образ, а точно обратното – той е символ на щастие и късмет. В днешно време образът на дракона въплъщава както изброените качества, така и прогресивния дух на целия китайски етнос.